# Fogkefe

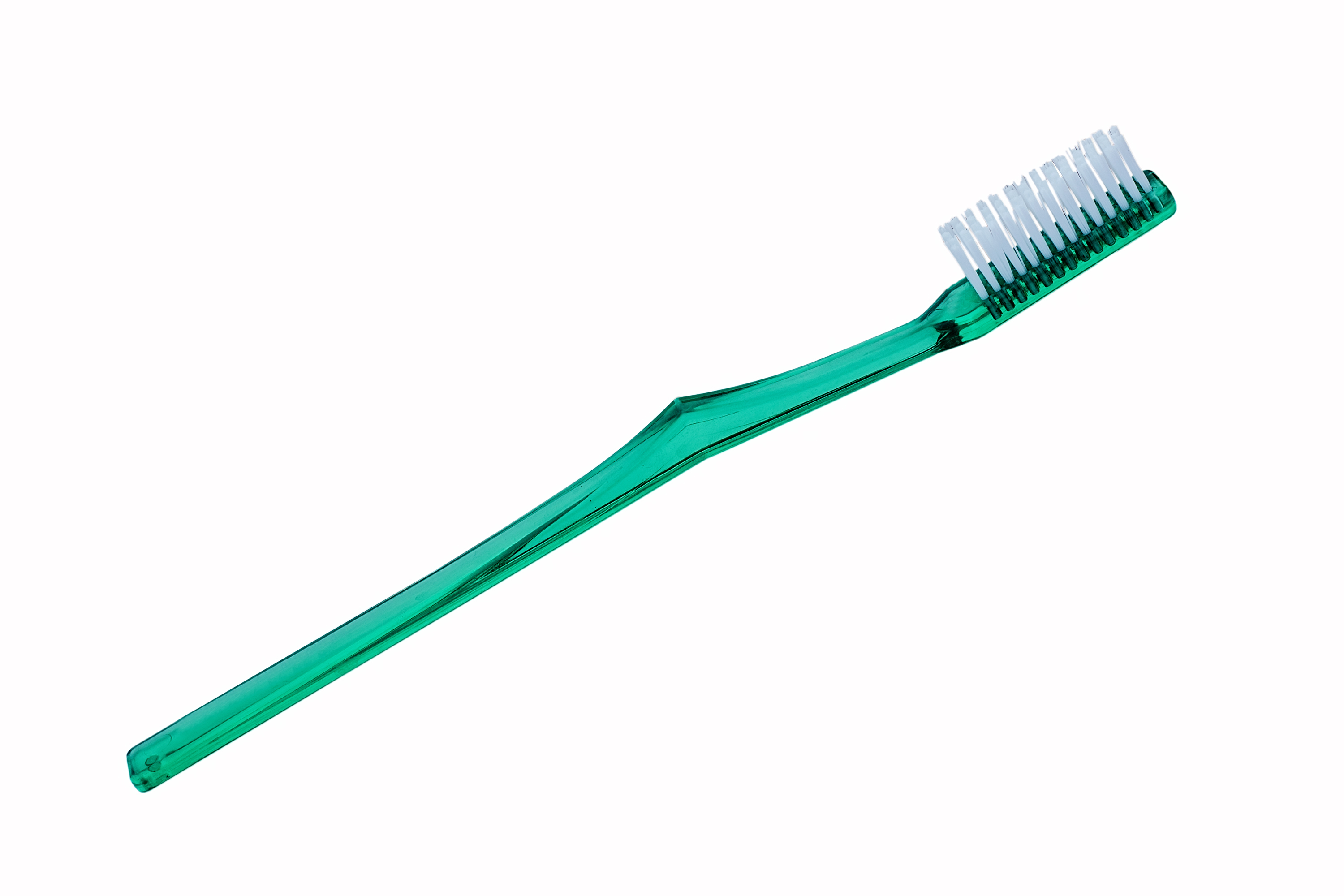
Egy átlagos fogkefe

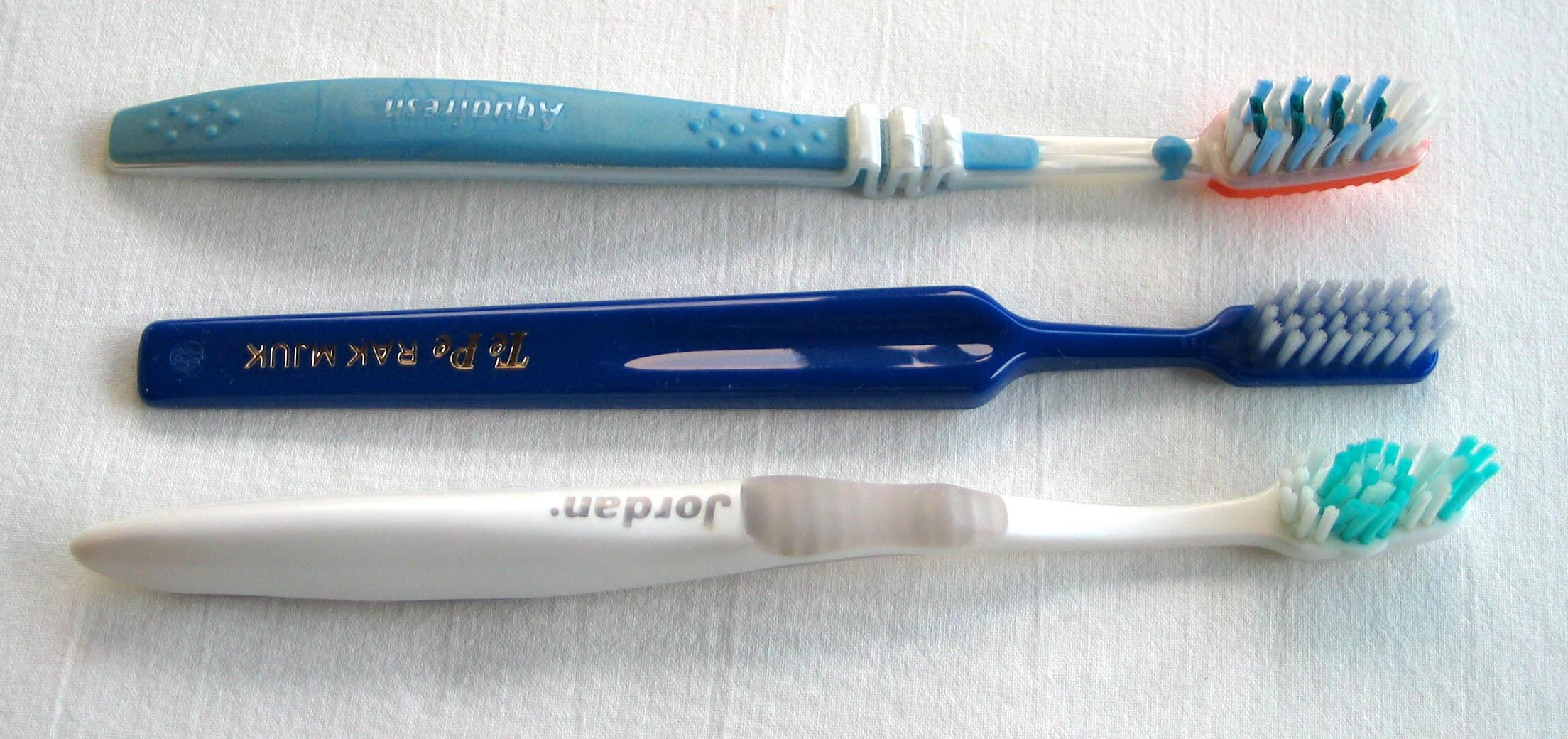
Mai fogkefék

A fogkefe a fogak mechanikus tisztítására használt eszköz. Minden fogkefének van feje és nyele. A fejen található sörték segítségével történik az ételmaradékok és lerakódások eltávolítása a fogak felszínéről. A fogkefék osztályozása általában a sörték anyaga és keménysége alapján történik. A sörték régebben állati eredetűek voltak, manapság kizárólag műanyagból készülnek. Három különböző keménységű fogkefét különböztetünk meg: lágy (soft), félkemény (medium) és kemény (hard). A lágy sörtéjű fogkefét az ínygyulladásos egyéneknek szokták ajánlani, míg a kemény sörtéjűt csak nagyon ritkán ajánlják.

## Története

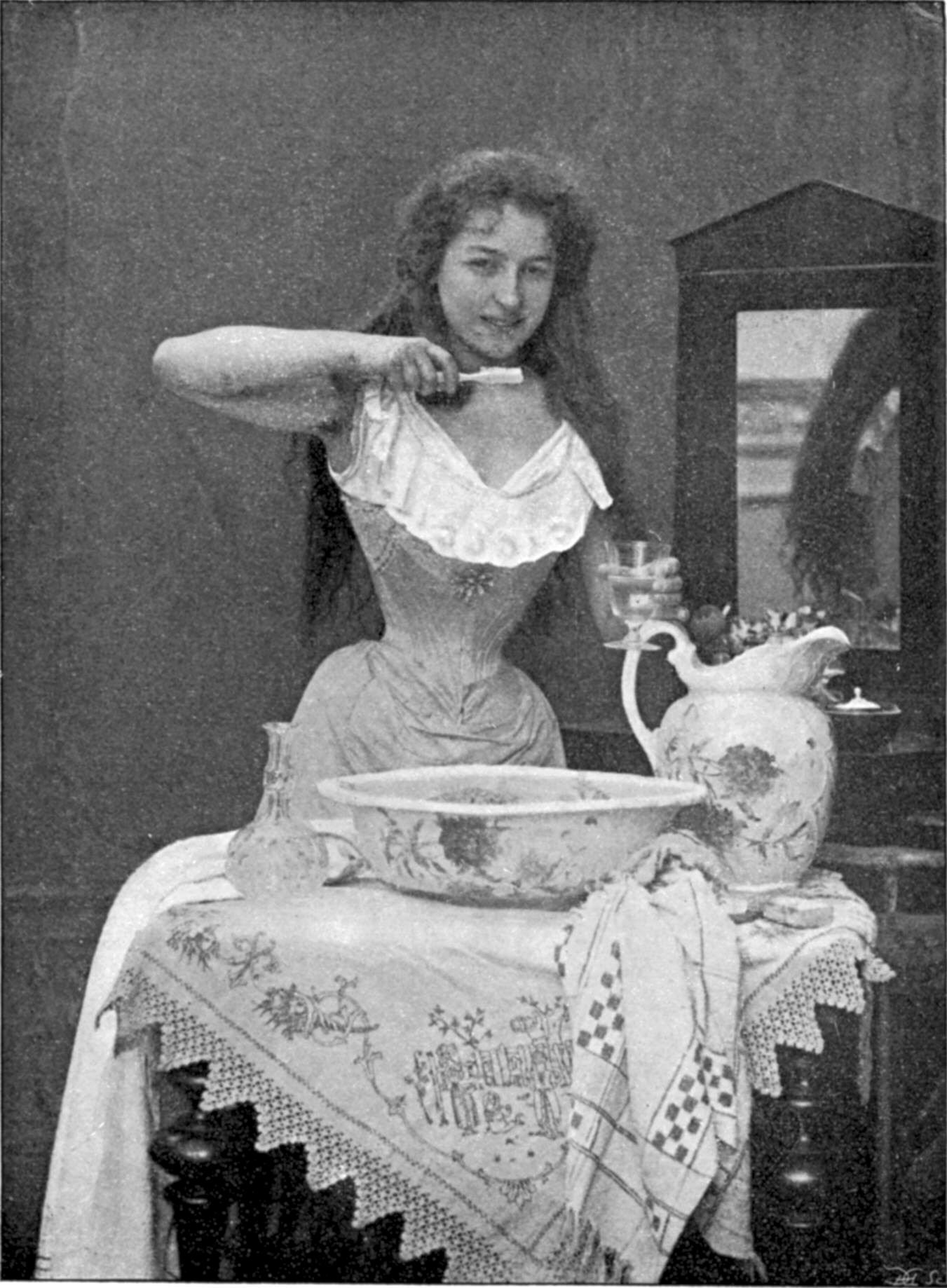
Fogmosás 1899-ben

Archeológiai leletek alapján az első, fogak tisztítására használt eszközök különböző fadarabkák voltak, melyeket egyszerűen rágcsáltak egy ideig. Ilyen leleteket találtak az ókori Babilónia területén i. e. 3500-ból. A muzulmán világban nagyon elterjedt a miswak vagy siwak használata, amit arakfából (Salvadora persica) állítanak elő. A fa gyökeréből kivont anyag többek között a polifenolok családjába tartozó tannint tartalmaz. Ennek antibiotikus és antivirális hatása van. A vallás előírása szerint minden imádság előtt miswakot kell rágcsálni. Az ókori kínaiak aromás fadarabokat rágtak.
Az első sörtés fogkeféket ugyancsak Kínában készítették el. A vaddisznószőrből készült sörtéket egy bambuszdarabra vagy egy csontra erősítették. Európában túl erősnek találták a vaddisznószőröket, és puhább lószőrökkel helyettesítették.
Az angliai William Addis 1780-ban kezdte el a fogkefék ipari gyártását. Börtönben töltött évei során fejlesztette ki a ma ismeretes fogkefe elődjét. Egy csontra lyukakat fúrt, és azokon áthúzta, majd megkötötte a szálakat. A szabadalmat H. N. Wadsworth 1857-ben kapta meg.
1938-ban a DuPont cég piacra dobja az első olyan fogkefét, melynek sörtéi szintetikus anyagból (nejlon) készültek.
Az első elektromos fogkefét 1959-ben mutatták be. A Squibb Pharmaceutical gyártotta és Broxodent volt a neve.

## Típusok

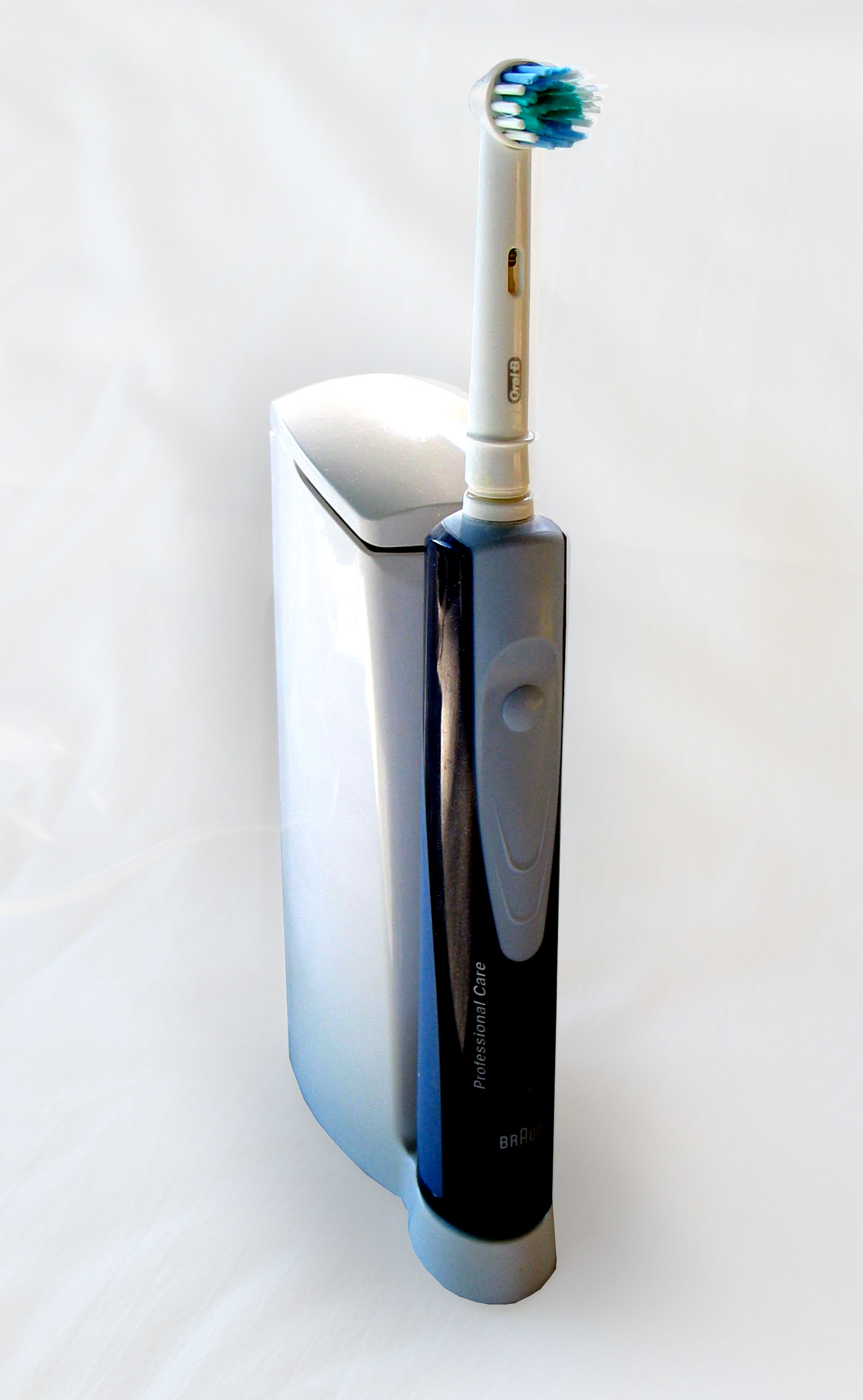
Elektromos fogkefe

A klasszikus fogkefén kívül más típusok is forgalomban vannak. Ilyen a cserélhető fejű fogkefe. Ennél a fajtánál a fej kb. 8 hetente cserélődik, a nyél nem, így kevesebb műanyag hulladék keletkezik. A legtöbb embernek a közepes keménységű fogkefe a megfelelő, de ezt ajánlatos fogorvossal megbeszélni. A sörték a végükön lekerekítettek kell hogy legyenek. Ezenkívül jó, ha a fogak szélességének megfelelő távolságban hosszabb szálakat találunk. Ezek behatolnak a fogak közé is. A kisebb fej előnyösebb, mivel így a nehezen megközelíthető helyek jobban elérhetők.
Az elektromos fogkefe 3000 rezgést végez percenként. Annak ellenére, hogy ez sokkal több, mint amennyire az ember képes, az elektromos fogkefék nem bizonyultak hatékonyabbnak, mint a hagyományos fogkefék.
 Létezik még mágneses vagy piezo-effektus alapján meghajtott fogkefe is, amely 30 ezer rezgésre képes percenként.

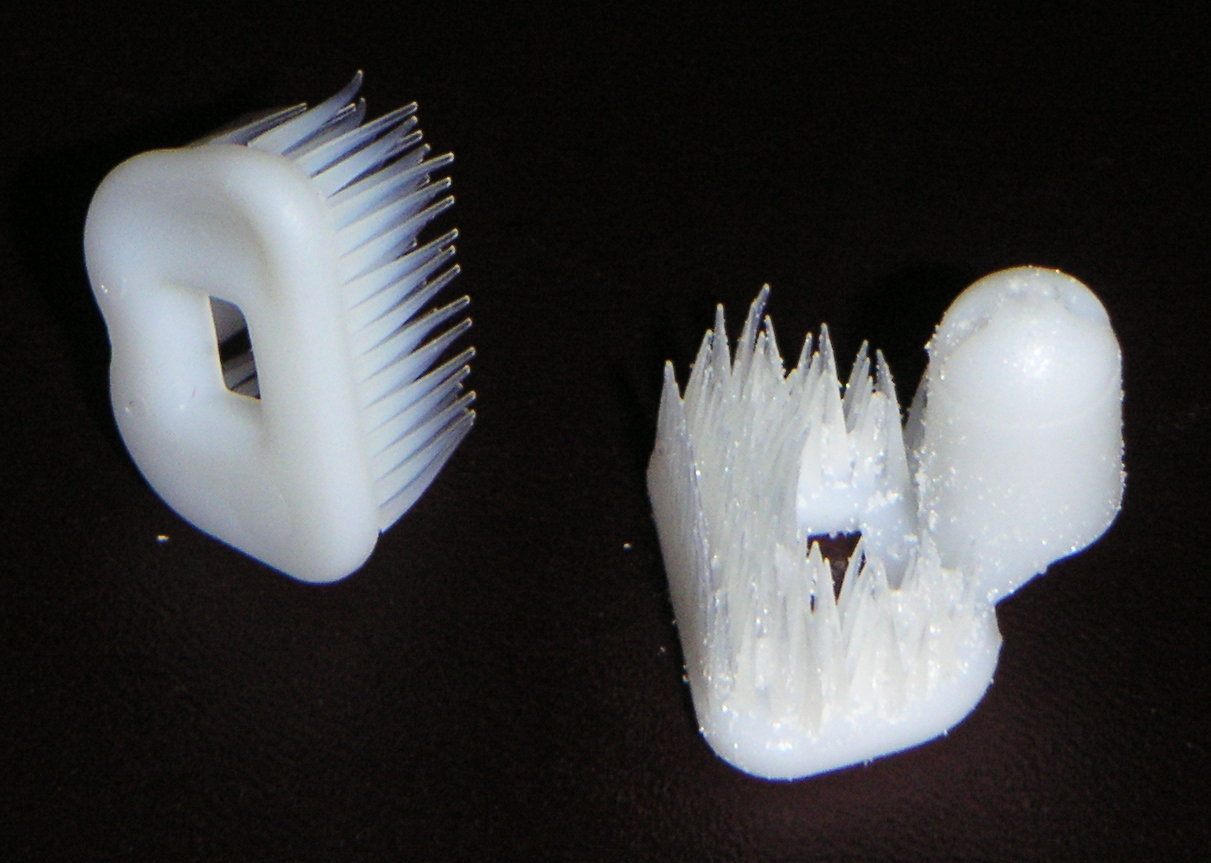
Rágható fogkefe

Az interdentális fogkefe a fogak közti rések tisztítására alkalmas.
Az ujjra húzható fogkefét csecsemők fogainak tisztítására használják. Szilikonból készül, és nagyon finom sörtéjű.
Hosszabb utazások alkalmával, ha nincsenek meg a körülmények a rendszeres fogmosásra, ajánlatos a rágható fogkefe használata. Ezeket elasztomerekből állítják elő, és a sörték közt a fogkrémnek megfelelő anyagok találhatóak: xilit, polidextróz, különféle aromák és víz.